# Robert Radecke

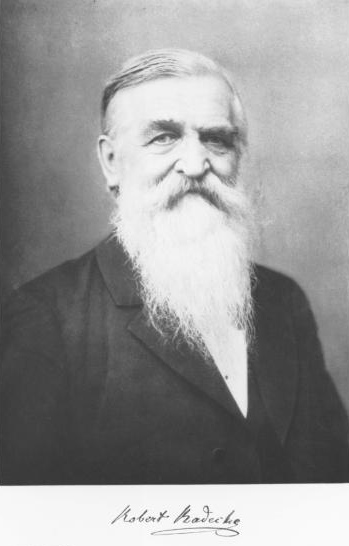
Robert Radecke

Albert Martin Robert Radecke (* 31. Oktober 1830 in Dittmannsdorf bei Waldenburg (Schlesien); † 21. Juni 1911 in Wernigerode) war ein deutscher Komponist, Dirigent und Musikpädagoge.

## Herkunft und Familie
Radecke war der Sohn des Schullehrers, sowie evangelischen Kantors und Organisten zu Dittmannsdorf Siegismund Radecke (1800–1876) und seiner Frau Henriette, geb. Riedel (1801–1853). Von den insgesamt zehn Geschwistern erreichten nur fünf die Volljährigkeit. Neben Robert waren dies sein älterer Bruder Rudolf (1829–1893), der auch in Berlin als Chorleiter und Musikpädagoge tätig war, die Schwester Emma (1833–1900), die 1864 den evangelischen Pfarrer Hermann Klein (1816–1889) zu Friedland heiratete, sowie die jüngeren Brüder Reinhold (1835–1867) und Reinhard (1838–1859), die beide relativ jung verstarben. Roberts Onkel väterlicherseits war der evangelische Theologe und Prediger Ernst Radecke (1790–1873), der sich vor allem als Konsistorialrat und Hofprediger zu Wernigerode einen Namen machte und den mit Robert eine lange Brieffreundschaft verband.
Robert Radecke heiratete am 27. August 1862 in Berlin Charlotte Jonas (1837–1880), eine Tochter des protestantischen Theologen Ludwig Jonas (1797–1859). Von ihren sieben gemeinsamen Kindern starben zwei bereits im Kindesalter: Anna (1863–1863) und Paul (1868–1871). Die fünf anderen:
1. Elisabeth (1864–1927) heiratete 1889 den Bankier Felix Ulrich (1854–1939). Einer ihrer Schwiegersöhne war der Offizier Hans Rohde (1888–1954).
2. Ernst (1866–1920) wirkte von 1893 bis 1920 als Pianist, Dirigent und Generalmusikdirektor in Winterthur (Schweiz). Er heiratete 1894 Marguitta Eschmann (1872–1944), eine Tochter des Winterthurer Komponisten Johann Carl Eschmann (1826–1882). Ihr gemeinsamer Sohn Ewald (1907–1979) wirkte ebenfalls als Musiker in Winterthur.
3. Charlotte (1870–1939) heiratete 1896 den Unternehmer Gustav Christ (1850–1935).
4. Walther (1872–1956) war als Generaloberarzt und Medizinalrat in Freiburg im Breisgau ansässig. Er heiratete 1900 Wera Bock (1877–1935), eine Tochter des Musikverlegers Hugo Bock (1848–1932), der damals Bote & Bock leitete. Der gemeinsame Sohn Kurt Radecke (1901–1966) stieg 1935 ebenfalls in die Verlagsleitung ein.
5. Joachim (1874–1895), stud.phil. in Breslau, starb mit 21 Jahren nach schwerer Krankheit in der Lungenklinik Hohenhonnef.

## Leben
Schon früh zeigte sich Radeckes musikalische Begabung. Seine akademische Musikausbildung erhielt er ab 1848 am Leipziger Konservatorium. Hier gehörten zu seinen Lehrern Julius Rietz (Komposition), Ignaz Moscheles (Klavier) und Ferdinand David (Violine).
Robert Radecke war Erster Geiger im Leipziger Gewandhausorchester. 1852, zwei Jahre nach Studienabschluss, wurde er zweiter Direktor der Leipziger Singakademie und im folgenden Jahr Kapellmeister des Leipziger Stadttheaters. Dieses Amt bekleidete er nur kurze Zeit, bevor er 1854 nach Berlin ging.
In Berlin war er zunächst kammermusikalisch (so als zweiter Geiger im Quartett von Ferdinand Laub) und als Klaviervirtuose tätig, bevor er sich ab 1858 durch in Eigenregie veranstaltete Orchester- und Chorkonzerte hervortat. 1863 wurde er zum Musikdirektor an die Königliche Hofoper berufen und 1871 als Königlicher Kapellmeister auf Lebenszeit angestellt.

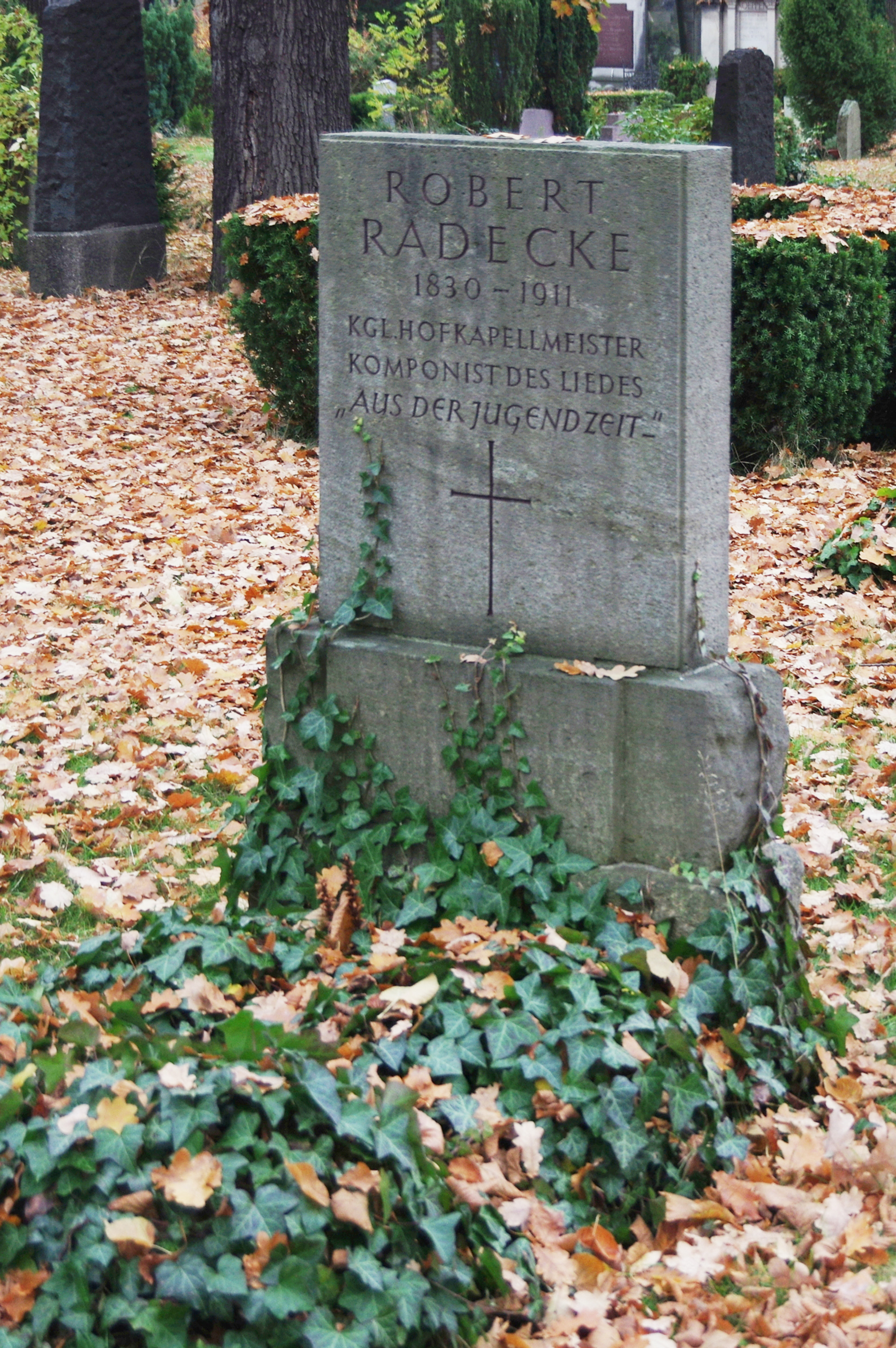
Sein Ehrengrab auf dem Alten Zwölf-Apostel-Kirchhof in Berlin

1878 wurde er Lehrer am Stern’schen Konservatorium, dem er 1883 bis 1888 zusammen mit Jenny Meyer als Direktor vorstand. 1875 wurde Robert Radecke Mitglied der Königlich Preußischen Akademie der Künste, 1881 wurde er in ihr zum Senator und weitere sechs Jahre später zum Vorsitzenden des Senats der Musiksektion gewählt.
Seine letzte Arbeitsstätte war das Königliche Institut für Kirchenmusik in Berlin, zu dessen Direktor er 1892 berufen wurde und bis zum Alter von 77 Jahren blieb.
Die Grabstätte Robert Radeckes, die von 1990 bis 2015 zu den Berliner Ehrengrabstätten gehörte, befindet sich auf dem Alten Zwölf-Apostel-Kirchhof in Berlin-Schöneberg.

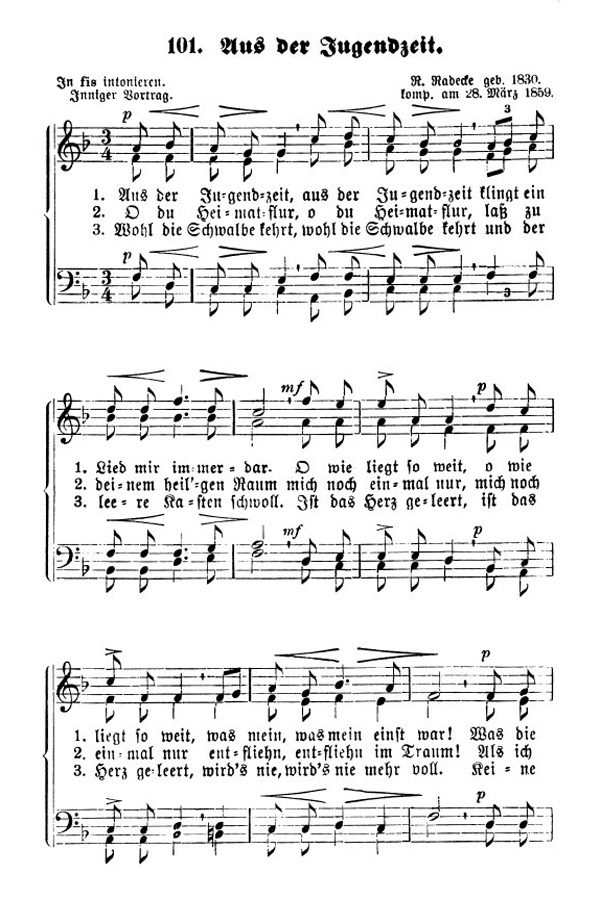
Beginn des Liedes „Aus der Jugendzeit“

Nicht zuletzt aufgrund seiner herausgehobenen Stellung im Berliner Musikleben in der zweiten Hälfte des 19. Jahrhunderts war Robert Radecke unter anderem mit Johannes Brahms, Max Bruch, Clara Schumann, Joseph Joachim, Albert Dietrich, Pietro Mascagni, Eugen d’Albert, Lilli Lehmann und Philipp Spitta bekannt und zum Teil befreundet. Joseph Joachim war Patenonkel von Radeckes Enkel Joachim Ulrich (1897–1984), dem Sohn seiner Tochter Elisabeth und von 1957 bis 1964 Geschäftsführer des Mittelrhein-Verlages.

## Werke
Robert Radecke komponierte Orchestermusik, Kammermusik, aber vor allem zahlreiche Lieder. Sein mit Abstand bekanntestes ist „Aus der Jugendzeit“ (Op. 22 Nr. 1) nach einem Gedicht von Friedrich Rückert, das den Charakter eines Volkslieds angenommen hat.
Sein Werkverzeichnis umfasst 58 Nummern, wobei meist mehrere Lieder zu einer Nummer zusammengefasst sind. Auch ein sogenanntes Liederspiel, Die Mönkguter, gehört dazu. Es handelt von Leuten auf der Halbinsel Mönchgut (Mönke Gut) auf Rügen. Von den Orchesterwerken sind vor allem die Ouvertüren „Am Strande“ und zu Shakespeares „König Johann“ sowie die Sinfonie in F-Dur (Op. 50) zu nennen.
Im März 2016 erschien die Welterstaufnahme einiger seiner Orchesterwerke (u. a. der Sinfonie F-Dur op. 50) durch das Sinfonie Orchester Biel Solothurn unter der Leitung von Kaspar Zehnder.
Im November 2016 erschien die zweite CD mit den Klaviertrios op. 30 und 33 und den Fantasiestücken op. 7 für Cello und Klavier, eingespielt vom Trio Fontane, Zürich.

## Schüler
- Camillo Schumann
- Bruno Walter
- George Elbridge Whiting